# Collisione aerea di Northwood
La collisione a mezz'aria di Northwood del 1948 ebbe luogo il 4 luglio alle 15:03 quando un Douglas DC-6 della Scandinavian Airlines System (SAS) e un Avro York C.1 della Royal Air Force (RAF) si scontrarono a mezz'aria sopra Northwood a Londra, Regno Unito (poi nel Middlesex). Tutte le trentanove persone a bordo di entrambi gli aerei furono uccise. Fu il primo incidente aereo mortale della SAS e all'epoca fu l'incidente aereo civile più mortale nel Regno Unito. È ancora la collisione a mezz'aria più mortale nella storia britannica.
Il DC-6, targato SE-BDA e denominato Agnar Viking, era su un volo di linea internazionale da Stoccolma via Amsterdam alla RAF Northolt di Londra. L'Avro York del 99 Squadron, con il numero di serie MW248, era su un volo dalla RAF Luqa a Malta alla RAF Northolt. Gli aerei erano due dei quattro partecipanti ad un ammassamento a Northolt. Al momento dell'incidente, l'aereo della SAS si teneva a 2.500 piedi mentre l'aereo della RAF si teneva a 3.000 piedi. Tuttavia, a causa di un errore nell'impostazione della compensazione della pressione atmosferica dell'aereo della RAF, potrebbe essere stata inferiore. Al momento della collisione il DC-6 stava risalendo, poiché i piloti avevano deciso pochi minuti prima di dirottare su Amsterdam e di lasciare l'accatastamento.

## I voli
L'aereo SAS stava effettuando un regolare volo di linea internazionale dall'Aeroporto di Stoccolma-Bromma in Svezia via Aeroporto di Amsterdam-Schiphol nei Paesi Bassi alla RAF Northolt a Londra il 4 luglio 1948. L'aereo, con registrazione svedese SE-BDA e denominato Agnar Viking, era nuovo di zecca e aveva volato per la prima volta all'inizio di quell'anno. Aveva venticinque passeggeri e un equipaggio di sette persone, per un totale di trentadue persone a bordo.
L'Avro York C.1, con numero di serie MW248, era utilizzato dal 99º Squadrone della Royal Air Force. Stava effettuando una missione di trasporto dalla RAF Luqa a Malta alla RAF Northolt. A bordo c'erano sei membri dell'equipaggio e l'Alto Commissario della Federazione della Malesia Edward Gent, che stava tornando a Londra. Al momento dell'incidente il tempo era brutto.

## Collisione
All'arrivo nell'area di Northolt entrambi gli aerei sono stati posizionati in uno schema di impilamento, che oltre ai due aerei coinvolti comprendeva altri due aerei ad altitudini più elevate. Ogni catasta aveva una distanza intermedia di 500 piedi. L'accatastamento era regolamentato dal controllo del traffico aereo della Zona Metropolitana. Qualsiasi aereo che entrava nella pila doveva seguire gli ordini del controllo del traffico aereo, che indicava la loro altitudine e rotta, e emetteva cancelli che consentivano all'aereo di entrare e uscire. Il controllo del traffico aereo ha emesso misurazioni della pressione atmosferica (QFE), consentendo all'aereo di sincronizzare i propri altimetri.
Alle 14:12, la York ottenne il permesso di entrare nella zona metropolitana a 5.000 piedi sopra Woodley, vicino a Reading. Alle 14:38 fu detto di fare il giro di Northolt a 5.000 piedi. Il controllo del traffico aereo ha quindi dato all'aereo svedese il permesso alle 14:45 di scendere a 2.500 piedi. L'aereo della RAF è stato autorizzato alle 14:50 a scendere a 4.000 piedi. Alle 14:52 il DC-6 riferì "appena superato i 2.500 piedi; in discesa". Il controllore ha ricordato al pilota che era autorizzato solo a 2.500 piedi e che non doveva scendere.
Tre minuti dopo il rapporto del DC-6 a 2.500 piedi, alle 14:54, lo York fu abbassato a 3.000 piedi. Il DC-6 decise di dirottare su Amsterdam alle 14:59 e informò la torre; è stato autorizzato a lasciare l'area a 2.500 piedi alle 15:03, sebbene ciò non sia stato riconosciuto dal DC-6. Non si è saputo nulla dalla York dopo le 14:45 e non ha riconosciuto ulteriore autorizzazione fino a 1.500 piedi alle 15:05.
Il permesso allo York di scendere fu dato almeno un minuto o due dopo che il DC-6 fu allontanato dall'area, ma nessuno dei due aerei riconobbe gli ultimi messaggi. Alle 15:03 i due aerei si scontrarono per circa 6,4 chilometri (3,5 nmi; 4,0 mi) a nord dell'aerodromo di Northolt. Un ufficiale investigativo del Ministero dell'Aviazione Civile riferì in seguito che lo York si trovava sopra il DC-6, che stava salendo. L'ala di tribordo del DC-6 penetrò nello York sul lato di dritta dietro la porta merci e staccò l'unità di coda dello York.
Entrambi gli aerei si sono schiantati contro un bosco, prendendo fuoco all'impatto. Dopo che i vigili del fuoco e le squadre di soccorso hanno spento gli incendi, l'Avro York è stato trovato completamente distrutto dallo schianto e l'unica parte del DC-6 che era ancora intatta erano il timone e il piano di coda, con il resto del DC-6 distrutto dall'incendio. Tutti i sette passeggeri e l'equipaggio dell'Avro York morirono e morirono anche tutti i trentadue passeggeri e l'equipaggio del DC-6, portando il numero totale dei morti a trentanove.
La collisione fu all'epoca l'incidente aereo più letale avvenuto nel Regno Unito ed è ancora la collisione in volo più mortale nel Regno Unito. Ora è considerato il quindicesimo incidente più mortale avvenuto in Gran Bretagna. L'incidente è stato il primo incidente mortale di SAS. Fu la quarta perdita di un DC-6 e la terza più mortale all'epoca.

## Investigazione
Una settimana dopo l'incidente è stato annunciato che sarebbe stata condotta un'inchiesta pubblica sull'incidente, solo la terza di questo tipo condotta nel Regno Unito per un incidente aereo. L'inchiesta fu presieduta da William McNair e aperta il 20 settembre 1948.
Il rapporto dell'indagine fu pubblicato il 21 gennaio 1949. Una conclusione rilevò che la separazione di altezza in vigore nell'area di Northolt di 500 piedi forniva un margine di sicurezza inadeguato e raccomandò che fosse aumentata a 1.000 piedi per la zona di controllo metropolitana. Il rapporto discute anche l'impostazione standard per gli altimetri (nota come QFF regionale) che era stata introdotta nel maggio 1948 per gli aerei sopra i 1.500 piedi all'interno delle zone di controllo, e che qualsiasi errore nell'impostazione della pressione barometrica di un millibar dava un errore di 28 piedi.

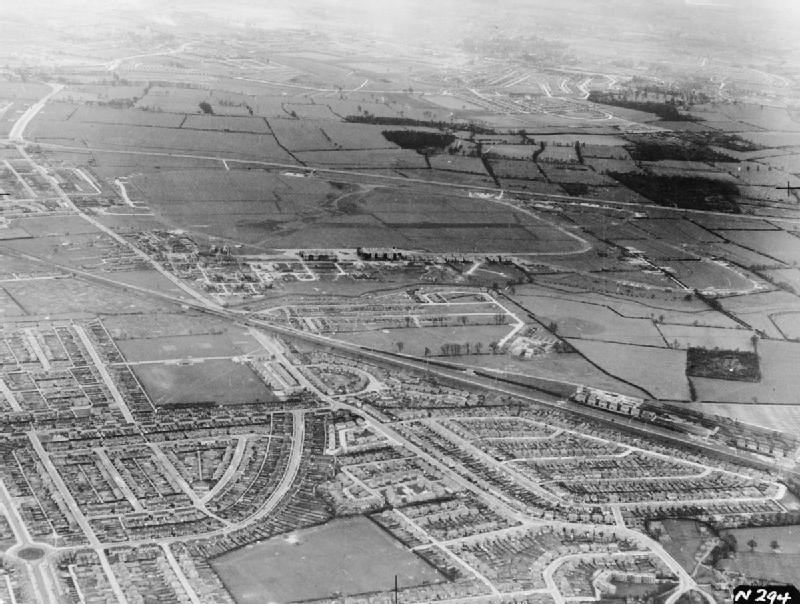
Veduta aerea dell'area circostante la RAF Northolt negli anni '40

Pur ritenendo soddisfacente il sistema di controllo del traffico aereo, l'indagine ha evidenziato tre errori operativi preoccupanti che potrebbero aver contribuito al disastro. In particolare ha sottolineato che il controllo del traffico aereo ha emesso una previsione di atterraggio per gli aerei della RAF di un QFF locale che avrebbe potuto essere interpretato dai piloti come un QFF regionale; il controllo del traffico aereo non trasmette un QFF regionale secondo il programma; e la trasmissione di un QFF difettoso all'equipaggio del SAS.
La corte non ha riscontrato alcuna prova di errore da parte dell'equipaggio svedese, anche se ha osservato che l'errato QFF potrebbe aver causato un errore dell'altimetro di un millibar. Anche se c'erano prove di un mancato rispetto della corretta procedura di comunicazione radio, probabilmente questo non è stato un fattore determinante nell'incidente. Il rapporto affermava che c'era motivo di credere che gli altimetri dello York fossero impostati molto più in alto rispetto al QFF regionale. Ciò potrebbe essere stato causato dall'utilizzo del QFF errato inviato in precedenza dal controllore o dal fatto che gli altimetri erano ancora impostati sulla pressione barometrica media standard al livello del mare.
Nessuna prova ha stabilito la causa della collisione. Tuttavia, secondo il giudice d'inchiesta, la causa sarebbe probabilmente da ricercare in uno dei fattori citati. Ha inoltre osservato che, sebbene il sistema del traffico aereo fosse soddisfacente, non tutte le procedure coinvolte sembravano essere state promulgate allo stesso modo. Pertanto è arrivato con una serie di raccomandazioni. La trasmissione del QFF regionale dovrebbe essere effettuata in tempo e in via prioritaria. Tutte le autorizzazioni in una zona di controllo dovrebbero includere il QFF regionale e non dovrebbe essere fornita alcuna lettura locale. I messaggi di impostazione dell'altimetro devono essere inviati separatamente e non inclusi in altri messaggi per evitare confusione. Le procedure del traffico aereo dovrebbero essere uniformemente applicabili a tutti gli utenti. Gli ufficiali del traffico aereo dovrebbero essere esaminati periodicamente. Garantire che non vi sia alcuna possibilità che i controllori confondano il futuro QFF regionale con l’attuale QFF. Gli equipaggi della RAF dovrebbero ricevere maggiori informazioni sulle procedure nella zona di controllo metropolitana.
All'epoca si discuteva della questione dell'accatastamento dei voli. Ciò si era in gran parte concentrato sui problemi legati alla formazione di ghiaccio, ma la collisione a Northwood attirò l'attenzione sui rischi di una distanza verticale troppo ridotta tra gli aerei nella catasta. Nel novembre 1948, dopo la chiusura dell'inchiesta, il Ministero dell'Aviazione Civile aumentò la distanza di separazione verticale tra gli aerei nelle zone di controllo da 500 piedi a 1000 piedi.